# Kristy Pigeon
Kristy Pigeon, född 15 augusti 1950 i Danville, Kalifornien är en amerikansk vänsterhänt före detta professionell tennisspelare
Kristy Pigeon rankades under några år runt 1970 bland världens bästa 10 tennisspelare. År 1970 tecknade hon som en av de första 9 spelarna proffskontrakt för Virginia Slims Circuit. Hon vann inga singeltitlar som professionell spelare och nådde som bäst fjärde omgången i Wimbledonmästerskapen. Hon slutade tävlingsspela efter säsongen 1972.
Pigeon började att spela tennis som 12-åring och vann samma år en av de lokala sommarturneringarna, varefter hon med stor iver tog tennislektioner. Som 17-åring vann Kristy både juniorklassen i Wimbledonmästerskapen och Amerikanska mästerskapen.  
Som barn var Kristy Pigeons högsta önskan att äga en häst. Hon fick nöja sig andra aktiviteter och började tävlingssimma som 6-åring. År 1991, efter avslutad tenniskarriär och efter att ha graduerats från Mills Collage, flyttade hon till Idaho. Hon förverkligade där sin barndomsdröm att få äga hästar och grundade samtidigt Sagebrush Equine Center för handikappade barn. Hon har där som stiftelsens direktör utvecklat ett terapeutiskt ridprogram.